# Trophée des Grimpeurs 1997
Il Trophée des Grimpeurs 1997, settantunesima edizione della corsa e valida come evento del circuito UCI categoria 1.3, si svolse il 4 maggio 1997 su un percorso di 87,1 km. Fu vinto dall'italiano Davide Rebellin che terminò la gara in 2h15'05", alla media di 38,687 km/h.
Partenza con 96 ciclisti, dei quali 40 portarono a termine la gara.

## Ordine d'arrivo (Top 10)
| Pos. | Corridore        | Squadra         | Tempo    |
| ---- | ---------------- | --------------- | -------- |
| 1    | Davide Rebellin  | Fran. des Jeux  | 2h15'05" |
| 2    | Mauro Gianetti   | Franç. des Jeux | a 23"    |
| 3    | Laurent Roux     | TVM             | a 25"    |
| 4    | Frédéric Bessy   | Casino          | a 44"    |
| 5    | Cyril Saugrain   | Cofidis         | a 54"    |
| 6    | Richard Virenque | Festina-Lotus   | a 56"    |
| 7    | Philippe Gaumont | Cofidis         | a 1'11"  |
| 8    | Xavier Jan       | Franç. des Jeux | a 1'21"  |
| 9    | Laurent Desbiens | Cofidis         | a 1'38"  |
| 10   | Bart Voskamp     | TVM             | a 1'43"  |